# 桂王站
桂王站是中华人民共和国安徽省合肥市肥东县长江东路、金阳路与龙泉路交叉口地下，是合肥轨道交通2号线的地铁车站。，工程站名金阳路站，规划站名禹洲中央广场站，于2023年12月26日启用。

### 车站楼层
| B1 | 站厅                           | 出入口、票务服务、自动售票机、人工服务台 |  |
| B2 |                                | █ 2号线列车往南岗方向 （祥和）           |  |
| B2 | 岛式站台                       |                                          |  |
| B2 | █ 2号线列车往撮镇方向 （对河） |                                          |  |

## 车站结构
桂王站沿长江东路南北布置。车站为地下二层11米岛式车站，设置4个出入口，两组风亭，其中2号风亭与4号出入口合建。